# Pterygodium magnum
Pterygodium magnum är en orkidéart som beskrevs av Heinrich Gustav Reichenbach. Pterygodium magnum ingår i släktet Pterygodium och familjen orkidéer. Inga underarter finns listade i Catalogue of Life.